# Нил Доксопатр
Нил Доксопатр (греч. Νεῖλος ὁ Δοξοπάτρης; лат. Nilus Doxipatrius; ок. 1101—1154) — византийский учёный и священник XII века. Жил, как считается, на юге Италии или на Сицилии.

## Биография
Нил носил ту же фамилию, что и Иоанн Доксопатр, профессор риторики, преподававший в Константинополе в XI веке. Предполагается, что он был архимандритом Константинопольской церкви, нотариусом патриарха, протопроедром синкелла (протосинкеллом) и номофилаксом (блюстителем законов), — исследователи отождествляют его с Николаем Доксопатром, упоминаемым в константинопольских источниках того же времени. В этом случае он имел греко-сицилийское происхождение, начал свою церковную карьеру в Константинополе, приняв монашество с именем Нил, и затем вернулся на Сицилию.
В 1140 году выступил против тезиса католиков, согласно которому папа римский мог считаться преемником апостола Петра. По воле императора Иоанна Комнина написал «Номоканон» (сохранилось шесть копий). По просьбе сицилийского короля Рожера написал в 1142, 1143 или 1144 году «De majorum Patriarch. sedibus» («Устройство пяти патриархатов» греч. «Σύνταγμα περί των πέντε πατριαρχικών θρόνων.»; напечатано в Лейдене, 1685). Эта работа носит одновременно описательно-географический, политический и церковно-исторический характер. В 1179—1180 годах оно было переведено на армянский язык. Сохранилось лишь две рукописи данного труда, созданных до 1453 года. Оставил также комментарии к работам Афанасия Великого и Григория Богослова. Кроме того, его перу принадлежит обширный богословский труд «Περὶ τῆς ἐξ ἀρχῆς καὶ μέχρι τέλους οἰκονομίας τοῦ Θεοῦ εἰς τὸν ἄνθρωπον ἱστορία ἐπωφελής, καὶ περὶ τῆς χριστιανικῆς πολιτείας ὅπως συνέστη, καὶ κατὰ πάντων τῶν αἱρετικῶν»; сохранилось лишь две книги этой работы (в первой 263 главы, во второй 203), поэтому не установлено, были ли написаны три других.